# Бодолц
Бодолц (њем. Bodolz) општина је у њемачкој савезној држави Баварска. Једно је од 19 општинских средишта округа Линдау (Бодензе). Према процјени из 2010. у општини је живјело 3.180 становника. Посједује регионалну шифру (AGS) 9776111.

## Географски и демографски подаци
Бодолц се налази у савезној држави Баварска у округу Линдау (Бодензе). Општина се налази на надморској висини од 429 метара. Површина општине износи 3,0 km².

## Становништво
У самом мјесту је, према процјени из 2010. године, живјело 3.180 становника. Просјечна густина становништва износи 1.050 становника/km².

## Међународна сарадња
| Мјесто    | Држава     | Врста сарадње | Од    |
| --------- | ---------- | ------------- | ----- |
| Беникасим | Шпанија    | контакт       | 1977. |
| Шел       | Француска  | партнерство   | 1964. |
|           | Швајцарска | пријатељство  | 1958. |
| Извор     |            |               |       |